# 小倉家住宅 (堺市)
小倉家住宅（おぐらけじゅうたく）は、大阪府堺市西区に所在する歴史的建築物。洋館などが国の登録有形文化財に登録されている。
1919年（大正8年）ごろ、本住宅の施主である小倉大四郎が和風木造2階建て住宅付きの当地を購入し、1932年（昭和7年）に洋館と門を増築した。設計は今宮戎神社等を手掛けた池田谷久吉。当時大阪府に提出した「建築許可申請書」や日記帳、建設中の様子が撮影された16ミリフィルムも多数残存する。
洋館は鉄筋コンクリート造2階建、スパニッシュ瓦葺きで腰壁にスクラッチタイルを用いる。2階階段室の窓や玄関アーチに個性的な意匠が見られる。建築面積は65平方メートル。
門は鉄筋コンクリート造、銅板葺き、間口4.91m、左右袖塀付である。

## 文化財
2021年（令和3年）7月16日、洋館・門ともに登録有形文化財として文部科学大臣に答申された。この2箇所が登録されたことによって堺市内の登録有形文化財になっている建築物は21箇所となった。

## 現地情報
所在地
大阪府堺市西区浜寺昭和町5丁579番地2
公開状況
非公開
交通アクセス
南海本線浜寺公園駅より徒歩5分
周辺施設
近江岸家住宅
阪之上家住宅